# Nick Kypreos
Nick Kypreos (* 4. Juni 1966 in Toronto, Ontario) ist ein ehemaliger kanadischer Eishockeyspieler und derzeitiger TV-Moderator. Der linke Flügelstürmer bestritt zwischen 1989 und 1997 unter anderem über 400 Spiele für die Washington Capitals, Hartford Whalers, New York Rangers und Toronto Maple Leafs in der National Hockey League. 1994 gewann er dabei mit den Rangers den Stanley Cup.

## Karriere

### Anfänge
Nick Kypreos wurde als Sohn griechischer Einwanderer in Toronto geboren, wo er mit dem Eishockeyspielen begann und unter anderem für die North York Civics in regionalen Juniorenligen auflief. Im Jahre 1983 wurde er an 56. Position von den Kitchener Rangers in der Priority Selection der Ontario Hockey League (OHL) ausgewählt, der höchsten Nachwuchsspielklasse seiner Heimatprovinz. Nach nur vier Spielen in Kitchener wurde der Angreifer jedoch innerhalb der Liga an die North Bay Centennials abgegeben, bei denen er den Rest seiner Juniorenkarriere verbrachte. Dabei etablierte er sich als regelmäßiger Scorer, so kam er in der Saison 1986/87 auf 90 Scorerpunkte in 46 Spielen, während er mit den Centennials das Playoff-Finale um den J. Ross Robertson Cup erreichte und dort jedoch an den Oshawa Generals scheiterte.
Obwohl man ihn während dieser Zeit einmal ins First All-Star Team sowie einmal ins Second All-Star Team der Liga berief, blieb er in allen NHL Entry Drafts unberücksichtigt, sodass er sich als Free Agent den Philadelphia Flyers anschloss. Diese setzten den Flügelstürmer fortan bei ihrem Farmteam, den Hershey Bears, in der American Hockey League (AHL) ein. Kypreos verbrachte knapp zweieinhalb Jahre in Hershey, wobei er mit den Bears 1988 die AHL-Playoffs um den Calder Cup gewann, bevor er im Oktober 1989 über den NHL Waiver Draft zu den Washington Capitals gelangte.

### NHL
Im Trikot der Capitals gab er wenige Tage später sein Debüt in der National Hockey League (NHL) und etablierte sich in der Folge, von wenigen AHL-Einsätzen für die Baltimore Skipjacks abgesehen, in deren Aufgebot. Unterdessen gelang es ihm nicht, seine im Juniorenbereich gezeigten Offensivqualitäten in die NHL zu übertragen, sodass er zeit seiner Karriere vorrangig als Enforcer eingesetzt wurde. In Washington war Kypreos drei Spielzeiten aktiv, bevor er im Juni 1992 im Tausch für Mark Hunter an die Hartford Whalers abgegeben wurde. In seinem ersten Jahr in Hartford erreichte er mit 27 Scorerpunkten seinen Karriere-Bestwert, während er die Whalers mit 325 Strafminuten anführte und sich in dieser Hinsicht ligaweit auf dem vierten Rang platzierte.
Bereits im November 1993 schickten ihn die Whalers samt Steve Larmer, Barry Richter und einem Sechstrunden-Wahlrecht im NHL Entry Draft 1994 zu den New York Rangers, die im Gegenzug Darren Turcotte und James Patrick abgaben. In dieser Spielzeit 1993/94 gewann der Flügelstürmer mit den Rangers den Stanley Cup, wurde dabei jedoch in nur drei Playoff-Spielen eingesetzt. Im Februar 1996 transferierten ihn die Rangers im Tausch für Bill Berg zu den Toronto Maple Leafs, bei denen er bis zum Ende der Saison 1996/97 aktiv war. Im September 1997 erlitt Kypreos im Rahmen eines Preseason-Spiels in einem Faustkampf mit Ryan VandenBussche eine Gehirnerschütterung, die bei ihm in ein postkommotielles Syndrom mündete und ihn schließlich  zwang, seine aktive Karriere zu beenden. Insgesamt hatte er 476 NHL-Spiele absolviert und dabei 94 Punkte sowie 1275 Strafminuten gesammelt.
Seither ist Kypreos als TV-Moderator bzw. -Analyst tätig, insbesondere für Sportsnet sowie für CBC im Rahmen von Hockey Night in Canada.

## Erfolge und Auszeichnungen
- 1986 OHL First All-Star Team
- 1987 OHL Second All-Star Team
- 1988 Calder-Cup-Gewinn mit den Hershey Bears
- 1994 Stanley-Cup-Gewinn mit den New York Rangers

## Karrierestatistik
(Legende zur Spielerstatistik: Sp oder GP = absolvierte Spiele; T oder G = erzielte Tore; V oder A = erzielte Assists; Pkt oder Pts = erzielte Scorerpunkte; SM oder PIM = erhaltene Strafminuten; +/− = Plus/Minus-Bilanz; PP = erzielte Überzahltore; SH = erzielte Unterzahltore; GW = erzielte Siegtore; 1 Play-downs/Relegation; Kursiv: Statistik nicht vollständig)